# Heimerzheim
Heimerzheim je část německé obce Swisttal. Leží ve spolkové zemi Severní Porýní-Vestfálsko, v zemském okrese Rýn-Sieg. První písemná zmínka o obci pochází z roku 1074. V roce 2016 zde žilo 6374 obyvatel.
V Heimerzheimu se nacházejí hned dva hrady, Heimerzheim na jihu a Kriegshoven na severu, oba v soukromém vlastnictví. Na hradě Heimerzheimu se v roce 1915 narodil Philipp von Boeselager, později důstojník Wehrmachtu, který se spolu se svým bratrem Georgem podílel na atentátu na Hitlera z 20. července 1944; když se atentát nevydařil, byli jedni z mála konspirátorů, kterým se podařilo uniknout následným čistkám.